# Алън Уилямс
Алън Емлин Уилямс (на английски: Alan Emlyn Williams) е британски журналист (военен кореспондент) и писател на произведения в жанра трилър и документалистика.

## Биография и творчество
Роден е на 28 август 1935 г. във Великобритания. Баща му е актьорът и писател Емлин Уилямс. Има по-малък брат.
Учи в училище Стоу, в университета в Гренобъл Алпи, в Хайделбергския университет и в Кингс Колидж на Кеймбриджкия университет, който завършва с бакалавърска степен по съвременни езици през 1957 г. Като студент участва в унгарското въстание (1956) като доставя пеницилин на бунтовниците в Будапеща. Делегат е от Кеймбридж на Световния фестивал на мира и приятелството във Варшава, където той и негови приятели помагат на полски студент да отиде на Запад, като го прекарват в багажника на колата.
След дипломирането си работи за Радио Свободна Европа в Мюнхен. След това работи към „Western Mail“ и „Гардиън“, преди да стане чуждестранен кореспондент на „The Daily Express“, отразяващ международни войни и събития. Прави репортажи за събития в Близкия изток, Източна Европа, Съветския съюз, Израел и Далечния изток, като отразява повечето проблеми в света – Виетнам, Алжир, Чехословакия, Унгария през 1956 г., Ълстър, Мозамбик, Кипър и Родезия, както и двата израелско-арабски конфликта, включително Шестдневната война. В Бейрут се среща с Ким Филби, ден преди да избяга в Москва. Помага за изнасянето от Съветския съюз на ръкописа на повестта „Раково отделение“ на дисидента Александър Солженицин.
Първият му трилър „Long Run South“ („Дълго бягане на юг“) е издаден през 1962 г. и му носи успех. Вторият му роман „Barbouze“ от шпионската поредица „Чарлз Пол“ е издаден през 1964 г. За романите си е наречен „естественият наследник на Иън Флеминг“.
Най-голямо признание и международен успех му носят неговите добре проучени шпионски истории: „Архивът на Берия“ – за Лаврентий Берия и „Gentleman Traitor“ („Джентълменът предател“) – за Ким Филби.
През 1968 г. романът му „Snake Water“ е екранизиран във филма „The Pink Jungle“ („Розовата джунгла“) с участието на Джеймс Гарнър, Ева Ренци и Джордж Кенеди.
Женен е 3 пъти. Вторият му брак е с Антония Симпсън, с която имат 2 деца – Оуен (1977) и Лора (1980). Третият му брак е с литературната агентка Маги Ноач. Имат дъщеря Софи (1989).
Със съпругата си Маги Ноач са автори на документалната книга „The Dictionary of Disgusting Facts“ („Речникът на отвратителните факти“) за случаи с известни личности и други истории, които са изключително неприятни дори за сатирично описание.
Алън Уилямс умира в Лондон на 21 април 2020 г.

## Произведения

### Самостоятелни романи
- Long Run South (1962)
- Snake Water (1965)
- The Brotherhood (1968) – издаден и като „The Purity League“
- The Beria Papers (1973)
Архивът на Берия, изд. „Стубел“ (1994), прев. Валентин Кръстев
- The Widow's War (1978)

### Серия „Чарлз Пол“ (Charles Pol)
1. Barbouze (1964) – издаден и като „The False Beards“
2. The Tale of the Lazy Dog (1970)
3. Gentleman Traitor (1974)
4. Shah-mak (1976) – издаден и като „A Bullet For The Shah“
Шах-Мат, изд. „Стубел“ (1994), прев. Емил Енчев
5. Dead Secret (1980)
6. Holy of Holies (1980)

### Документалистика
- The Dictionary of Disgusting Facts (1986) – с Маги Ноач

### Екранизации
- 1968 The Pink Jungle – по романа „Snake Water“